# Magnus Aare
Hans Göran Magnus Aare, född 9 september 1974, är en svensk före detta friidrottare (sprint- och häcklöpning). Han tävlade för FI Danderyds Athletics.

## Karriär
Aare tog sin första medalj på senior-SM inomhussäsongen 1998 då han kom tvåa på 400 meter. Han tog silver på 400 meter slätt även på utomhus-SM detta år.
Magnus Aare deltog på 400 meter vid inomhus-EM i Gent 2000 men slogs ut i försöken. Vid VM i Edmonton 2001 var han med i det svenska långa stafettlaget som slogs ut i försöken på 4 x 400 meter (de andra var Jimisola Laursen, Johan Wissman och Mikael Jakobsson).
I april år 2005 meddelade Aare att han avslutade sin elitsatsning på friidrott.

## Utmärkelser
Aare utsågs år 2004 till Stor Grabb nummer 479.

## Personliga rekord
| Utomhus - 100 meter: 11,23 (Stockholm, 13 maj 2000) - 200 meter: 21,47 (Huddinge 28 maj 2000) - 200 meter: 21,66 (Sevilla, Spanien 23 juni 2002) - 300 meter: 33,54 (Falun 20 maj 2000) - 300 meter: 34,40 (Enskede 11 maj 2002) - 400 meter: 46,21 (Helsingfors, Finland 2 september 2000) - 600 meter: 1:20,25 (Enskede 11 maj 2000) - 800 meter: 1:52,46 (Göteborg 4 juli 2004) - 800 meter: 1:55,63 (Täby 22 augusti 1999) - 400 meter häck: 50,68 (Helsingfors, Finland 24 augusti 2002) - 400 meter häck: 50,88 (Bydgoszcz, Polen 8 juni 2002) - Höjdhopp: 1,81 (Enskede 1 juli 1998) | Inomhus - 200 meter – 21,99 (Göteborg 9 februari 2002) - 400 meter – 47,17 (Stockholm 15 februari 2001) |